# Franco Fontanot
Franco Fontanot (Ronchi dei Legionari, 27 maggio 1935 – Ronchi dei Legionari, 20 marzo 2020) è stato un calciatore italiano, di ruolo attaccante.

## Carriera
Cresciuto nel Monfalcone, nel 1955 passò alla Lazio con cui vinse il Campionato Cadetti nella stagione 1955-1956.
Nel 1956 passa al Lecco con cui vinse il campionato di Serie C 1956-1957, disputò tre campionati di Serie B totalizzando 99 presenze e 17 reti, e nella stagione 1959-1960 giunse al secondo posto nel campionato di Serie B raggiungendo la Serie A; nella massima serie fece registrare una presenza nel campionato 1960-1961.
Nel 1961 giocò ancora per un anno in Serie B con il Monza, ed in seguito tornò al Monfalcone dove chiuse la carriera in Serie C.